# Google Desktop
A Google Desktop a Google kereső alkalmazása, amelyet Windows XP és Windows 2000 operációs rendszerre fejlesztettek. Az alkalmazás szabadszavas keresést biztosít a számítógépen tárolt dokumentumokban, e-mailekben, zenei és egyéb adatállományokban.
A keresés mellett asztalon elhelyezhető kisalkalmazások (angolul gadget) futtatása is része, amelyek többek között e-mail figyelést, chatet és még sok egyéb funkciót valósíthatnak meg. Jelenleg már elérhető Windows Vista operációs rendszer alatt is, de jelenleg csak már angol nyelven érhető el.

## Külső hivatkozások
- A Google Desktop honlapja